# 20e parallèle sud
Pour les articles homonymes, voir 20e parallèle.
En géographie, le 20e parallèle sud est le parallèle joignant les points de la surface de la Terre dont la latitude est égale à 20° sud.

## Géographie

### Dimensions
Dans le système géodésique WGS 84, au niveau de 20° de latitude sud, un degré de longitude équivaut à 104,647 km ; la longueur totale du parallèle est donc de 37 673 km, soit environ 94 % de celle de l'équateur. Il en est distant de 2 212 km et du pôle Sud de 7 790 km,.

### Régions traversées
Le 20e parallèle sud passe au-dessus des océans sur environ 76 % de sa longueur. Du point de vue des terres émergées, il traverse l'Afrique (Namibie, Botswana, Zimbabwe, Mozambique), Madagascar, l'île Maurice, l'Australie, les îles Cook et l'Amérique du Sud (Chili, Bolivie, Paraguay, Brésil).
Le tableau ci-dessous résume les différentes zones traversées par le parallèle, d'ouest en est :
| Zone                | Début                 | Fin                   | Longueur (km) |
| ------------------- | --------------------- | --------------------- | ------------- |
| Océan Atlantique    | 20° 00′ S, 40° 09′ O  | 20° 00′ S, 13° 01′ E  | 5 564         |
| Afrique             | 20° 00′ S, 13° 01′ E  | 20° 00′ S, 34° 46′ E  | 2 276         |
| Canal du Mozambique | 20° 00′ S, 34° 46′ E  | 20° 00′ S, 44° 28′ E  | 1 015         |
| Madagascar          | 20° 00′ S, 44° 28′ E  | 20° 00′ S, 48° 48′ E  | 453           |
| Océan Indien        | 20° 00′ S, 48° 48′ E  | 20° 00′ S, 57° 35′ E  | 919           |
| Île Maurice         | 20° 00′ S, 57° 35′ E  | 20° 00′ S, 57° 40′ E  | 9             |
| Océan Indien        | 20° 00′ S, 57° 40′ E  | 20° 00′ S, 119° 05′ E | 6 427         |
| Australie           | 20° 00′ S, 119° 05′ E | 20° 00′ S, 119° 26′ E | 37            |
| Océan Indien        | 20° 00′ S, 119° 26′ E | 20° 00′ S, 119° 45′ E | 33            |
| Australie           | 20° 00′ S, 119° 45′ E | 20° 00′ S, 148° 16′ E | 2 984         |
| Océan Pacifique     | 20° 00′ S, 148° 16′ E | 20° 00′ S, 148° 26′ E | 17            |
| Île Gloucester      | 20° 00′ S, 148° 26′ E | 20° 00′ S, 148° 28′ E | 3             |
| Océan Pacifique     | 20° 00′ S, 148° 28′ E | 20° 00′ S, 158° 08′ O | 5 588         |
| Atiu (îles Cook)    | 20° 00′ S, 158° 08′ O | 20° 00′ S, 158° 05′ O | 5             |
| Océan Pacifique     | 20° 00′ S, 158° 05′ O | 20° 00′ S, 70° 08′ O  | 9 204         |
| Amérique du Sud     | 20° 00′ S, 70° 08′ O  | 20° 00′ S, 40° 09′ O  | 3 138         |